# James Benjamin Aswell

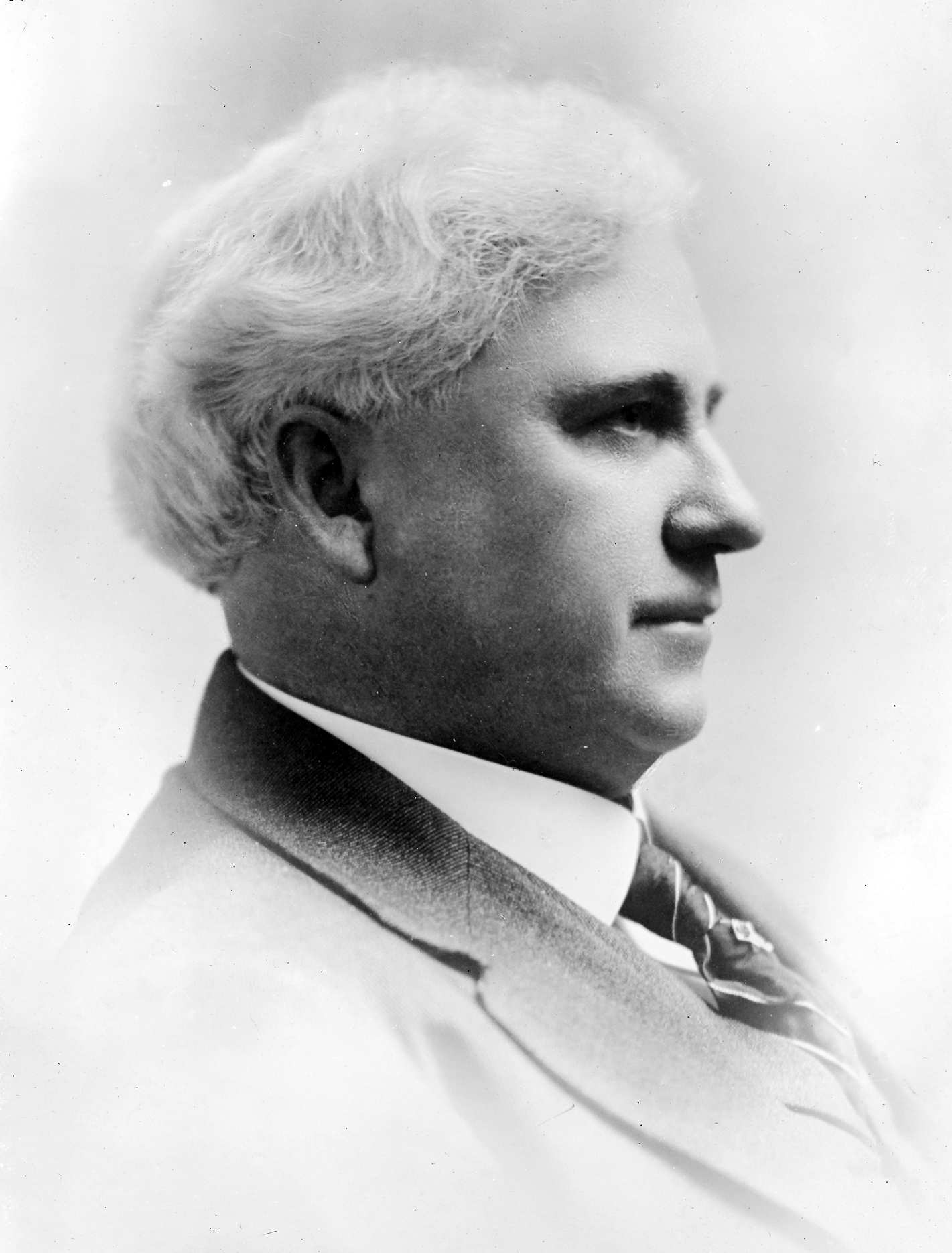
James Benjamin Aswell

James Benjamin Aswell (* 23. Dezember 1869 bei Vernon, Jackson Parish, Louisiana; † 16. März 1931 in Washington, D.C.) war ein US-amerikanischer Politiker. Zwischen 1913 und 1931 vertrat er den Bundesstaat Louisiana im US-Repräsentantenhaus.

## Werdegang
James Aswell besuchte die öffentlichen Schulen seiner Heimat und danach bis 1892 das Peabody Normal College in Nashville (Tennessee). Anschließend studierte er bis 1893 an der University of Nashville. In den folgenden Jahren begann Aswell eine Laufbahn im Schuldienst. Zunächst unterrichtete er an Grund- und Hauptschulen als Lehrer. Zwischen 1900 und 1904 leitete er das Louisiana Polytechnic Institute; von 1904 bis 1908 war er als Superintendent of Public Education Bildungsminister von Louisiana. In dieser Eigenschaft reformierte er das Schulsystem seines Staates. Zwischen 1908 und 1911 leitete er das Louisiana State Normal College in Natchitoches.
Politisch war Aswell Mitglied der Demokratischen Partei. Im Jahr 1911 bewarb er sich erfolglos um die Nominierung für die Wahl zum Gouverneur von Louisiana, die dann an Luther E. Hall ging. Bei den Kongresswahlen des Jahres 1912 wurde Aswell im neu geschaffenen achten Wahlbezirk von Louisiana in das US-Repräsentantenhaus in Washington gewählt, wo er am 4. März 1913 sein neues Mandat antrat. Nach neun Wiederwahlen konnte er bis zu seinem Tod am 16. März 1931 im Kongress verbleiben. In diese Zeit fiel unter anderem der Erste Weltkrieg. Zwischen 1913 und 1920 wurden der 16., der 17., der 18. und der 19. Verfassungszusatz im Kongress verabschiedet.